# 懷特羅克 (新墨西哥州聖胡安縣)
懷特羅克（英語：White Rock）是位於美國新墨西哥州聖胡安縣的非建制地區。

## 地理
懷特羅克所處的海拔為高於海平面1820米（即5971英呎），而該地所採用的時區為UTC-7，即北美山地时区（MST）。同時該地設有夏令時間，為UTC-7調快一小時，即UTC-6（MDT）。